# Біжи не озираючись
«Біжи не озираючись» (англ. Running Scared) — американсько-німецький кінотрилер 2006 року. Знятий Вейном Крамером за власним сценарієм. У головних ролях зіграли Пол Вокер, Кемерон Брайт і Віра Фарміґа.

## Сюжет
Одного разу вночі мафія вбиває поліцейського. Зброя, якою скоєно злочин, потрапляє до рук двох десятирічних хлопчаків. Це сталося з вини батька одного з хлопців — Джої Газелле, рядового одного з джерсійських мафіозних кланів. Тепер Джої змушений рятувати хлопців від мафії, а себе — від великих неприємностей, оскільки друг його сина випадково застрелив з пістолета свого вітчима, племінника боса російської банди.

## Слогани
- «Ready. Aim. Run.»
- «Every bullet leaves a trail…»
- «Find The Gun, Or Death…»
- «If anything can go wrong, it will — and at the worst possible time!»
- «It's Not How Far You Go For The Truth… It's How Fast You Get There.»

## У ролях
- Пол Вокер — Джої Газелле
- Кемерон Брайт — Олег Югорскі
- Віра Фарміґа — Тереза Газелле
- Чезз Пальмінтері — Детектив Райделл
- Карел Роден — Анзор Югорскі
- Джонні Месснер — Томмі
- Івана Миличевич — Міла Югорскі
- Майкл Кадлітц — Сел Френзон
- Алекс Ньюбергер — Ніккі Газелле
- Елізабет Мітчелл — Едель Гензель

## Цікаві факти
- Більшість вогнепальних ран було створено за допомогою комп'ютерних спецефектів. Піротехнічні ефекти були використані лише у сцені перестрілки у льодовому палаці.
- Томас Джейн відхилив пропозицію виконати головну роль у фільмі. Пол Вокер був другим кандидатом на роль Джої Газелле.
- Спочатку Вейн Крамер планував зробити смерть Джої кривавішою з кишками, що вилізають із рани. Але режисеру довелося відмовитись від цієї ідеї, заради отримання рейтингу «NC-17». Крамер дуже здивувався, коли картина отримала рейтинг «R». В DVD-коментарях режисер зізнався, що припускав, картина отримає мінімум рейтинг «NC-17».